# رامون فولچ (بازیکن فوتبال)
رامون فولچ (انگلیسی: Ramón Folch؛ زادهٔ ۴ اکتبر ۱۹۸۹) بازیکن فوتبال اهل اسپانیا است.
از باشگاه‌هایی که در آن بازی کرده‌است می‌توان به باشگاه فوتبال الچه و باشگاه فوتبال رئال اویدو اشاره کرد.